# Loch Lomond
O Loch Lomond (em gaélico escocês Loch Laomainn) é um lago (ou loch em gaélico) do oeste da Escócia, a sul das Highlands. Faz parte simultaneamente das regiões de Stirling, de Argyll e Bute e de West Dunbartonshire, situando-se aproximadamente a 23 km a norte da cidade de Glasgow. Hoje, o loch é amplamente conhecido pelo clube de golf do Loch Lomond, que acolhe competições de nível internacional.

## Geografia

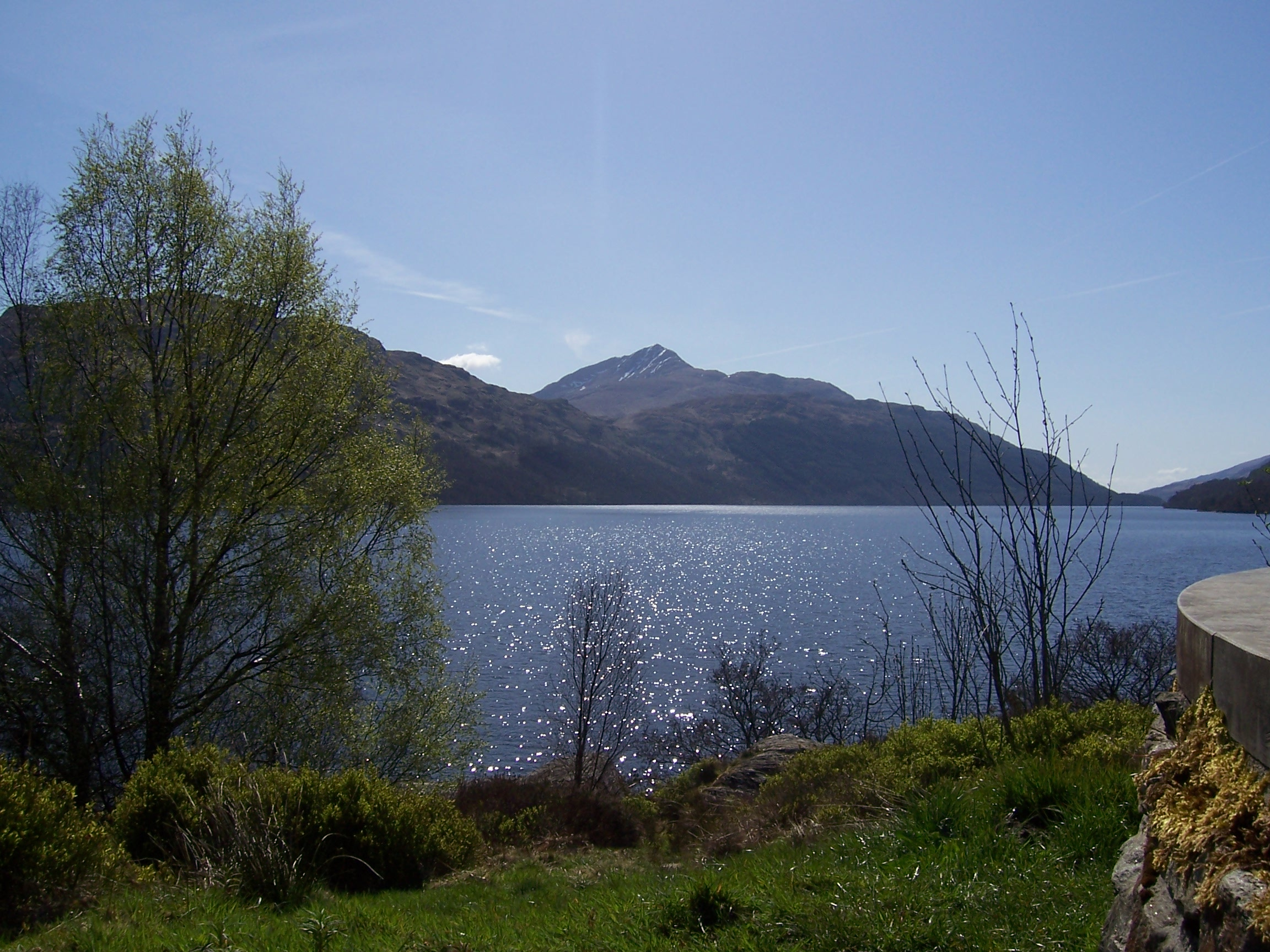
Vista para o Loch Lomond e o Ben Lomond a partir da margem noroeste.

O Loch Lomond é um lago de água doce na Falha das Highlands, a fronteira entre a parte ocidental das Terras baixas da Escócia, na Escócia Central, e o sul das Terras altas da Escócia.
As suas dimensões são aproximadamente 39 km de comprimento para um máximo de 8 km de largura. A sua profundidade media é de 37 metros, con uma profundidade máxima de 190 metros. Possui uma superfície de 71 km², com um volume de 2,6 km³. Pela sua extensão, é o maior dos lochs da Grã-Bretanha, e o segundo, depois do Loch Ness, pelo seu volume. Não obstante, não se trata do maior lago existente nas ilhas britânicas, já que é superado pelo Lough Neagh na Irlanda do Norte.
O Loch Lomond faz parte desde Julho de 2002 do Parque Nacional de Loch Lomond e Trossachs.
Na margem oriental do loch destaca-se a silhueta do Ben Lomond, com 974 m de altitude, que é o cume mais meridional do maciço de Munro.

## Ilhas

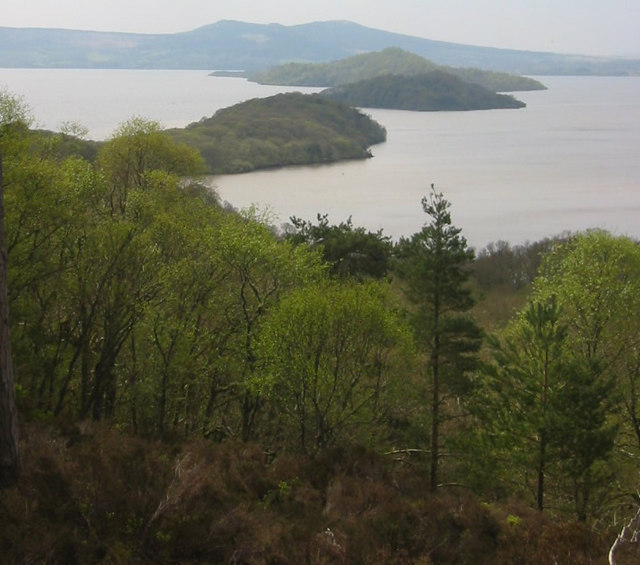
Do ponto mais alto da ilha de Inchcailloch para Torrinch, Creinch, Inchmurrin e Ben Bowie, ilhas no Loch Lomond

Cerca de 60 ilhas, dependendo do nível da água, encontram-se dispersas pelo lago, possuindo algumas ruínas de interesse. Uma delas, a ilha de Inchmurrin, é a maior ilha lacustre das ilhas britânicas. Tal como sucede com o Loch Tay, várias das ilhotas do lago parecem ter sido crannogs, ou seja, ilhas artificiais construídas para ser habitadas durante a Pré-história.

## Curiosidades
- Em As Aventuras de Tintim, a bebida favorita do Capitão Haddock (e de Milu em algumas ocasiões) é o Whisky Loch Lomond. Essa marca de whisky não existia quando Hergé a fez aparecer na sua obra pela primeira vez, mas na actualidade existe uma destilaria Loch Lomond, que fabrica e vende um whisky com esse nome comercial.

- Em 2005, uma sondagem efectuada entre os leitores da revista britânica sobre televisão Radio Times colocava o Loch Lomond no sexto lugar das mais belas maravilhas naturais da Grã-Bretanha.

- Uma melodia tradicional da música tradicional escocesa é The Bonnie Banks o'Loch Lomond.